# Kovalam

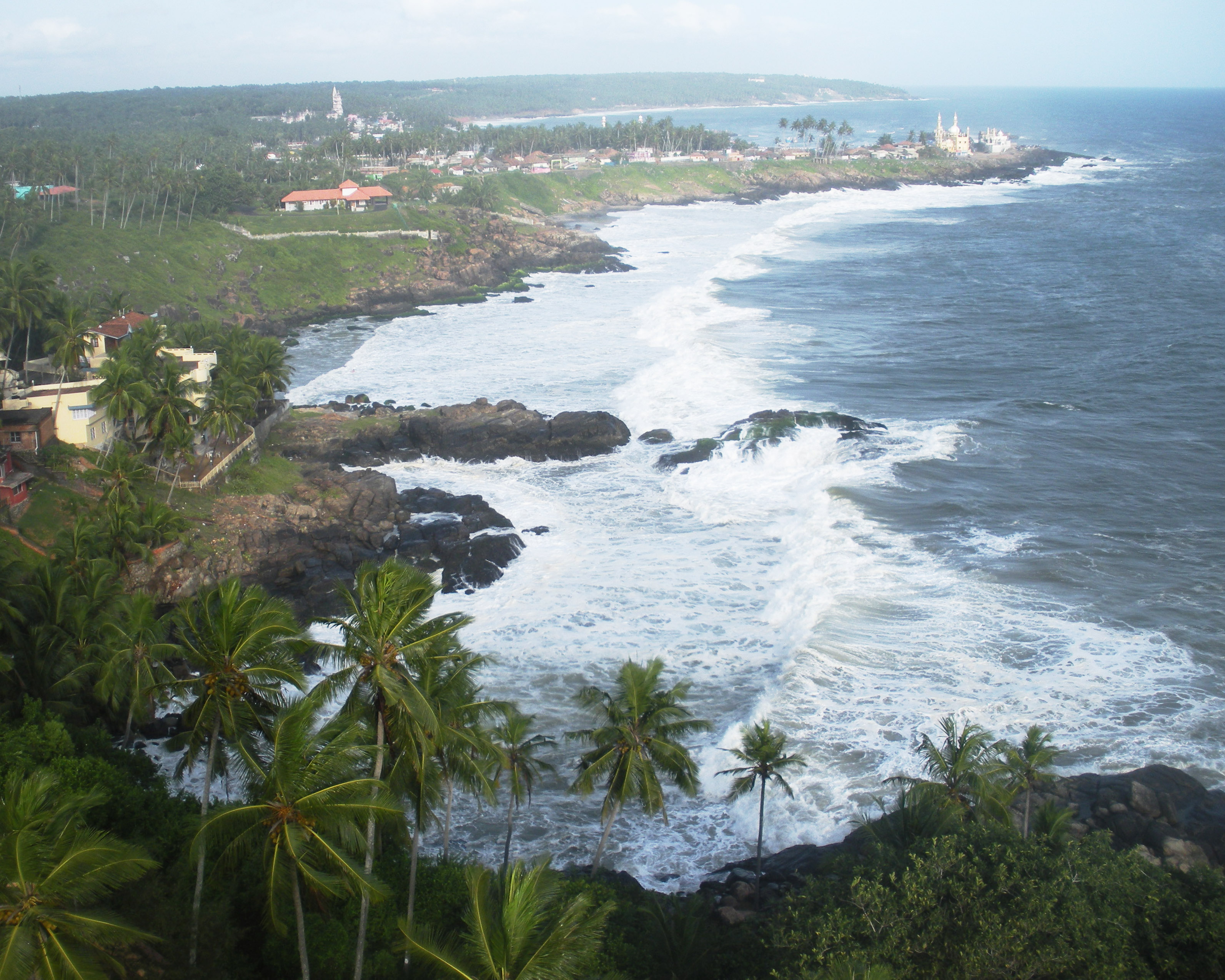
Vy över kusten vid Kovalam.

Kovalam är en kuststad i den indiska delstaten Kerala, och är en förort till Thiruvananthapuram. Folkmängden uppgick till 25 736 invånare vid folkräkningen 2011.